# Appendichordella
Appendichordella  es un género de hongos de la familia Halosphaeriaceae. Es un género monotípico, cuya única especie es Appendichordella amicta.